# Festival Internacional de Cine de Venecia de 1995
La 52.ª edición del Festival Internacional de Cine de Venecia tuvo lugar entre el 30 de agosto y el 9 de septiembre de 1995, bajo la dirección de Gillo Pontecorvo. El Festival se abrió con el film Marea roja de Tony Scott y se cerró The Journey of August King de John Duigan.
Durante la cerimonia de premios, una delegación de Greenpeace expuso un manifiesto contra las pruebas nucleares que Francia estaba realizando en el Atolón de Mururoa en el Océano Pacífico. El público y el jurado aplaudió como prueba de aprobación de la irrupción de los manifestantes.

## Jurados
Las siguientes personas fueron seleccionadas para formar parte del jurado de esta edición:
Sección oficial
- Jorge Semprún (Presidente)
- Margarethe von Trotta
- Moses Rothman
- Peter Rainer
- Francesca Neri
- Mario Martone
- Abbas Kiarostami
- Jean-Pierre Jeunet
- Guglielmo Biraghi

## Películas

### Selección oficial

#### En Competición
Las películas siguientes compitieron para el León de Oro:
| Título en España                   | Título original               | Director(es)                            | País                 |
| ---------------------------------- | ----------------------------- | --------------------------------------- | -------------------- |
| Cardiograma                        | Kardiogramma                  | Darezhan Omirbayev                      | Kazajistán           |
| La ceremonia                       | La Cérémonie                  | Claude Chabrol                          | Francia              |
| Clockers                           | Clockers                      | Spike Lee                               | Estados Unidos       |
| Cruzando la oscuridad              | The Crossing Guard            | Sean Penn                               | Estados Unidos       |
| Cyclo                              | Xich lo                       | Anh Hung Tran                           | Vietnam              |
| El fabricante de la muerte         | Der Totmacher                 | Romuald Karmakar                        | Alemania             |
| El holandés errante                | De Vliegende Hollander        | Jos Stelling                            | Países Bajos         |
| La comedia de Dios                 | A Comédia de Deus             | João César Monteiro                     | Portugal             |
| Guantanamera                       | Guantanamera                  | Tomás Gutiérrez Alea, Juan Carlos Tabío | Cuba                 |
| En lo más crudo del crudo invierno | In the Bleak Midwinter        | Kenneth Branagh                         | Reino Unido          |
| Maborosi                           | Maboroshi no hikari           | Hirokazu Koreeda                        | Japón                |
| Nothing Personal                   | Nothing Personal              | Thaddeus O'Sullivan                     | Irlanda, Reino Unido |
| Historia de un pobre hombre        | Romanzo di un giovane povero  | Ettore Scola                            | Italia               |
| Sin remitente                      | Sin remitente                 | Carlos Carrera                          | México               |
| El hombre de las estrellas         | L'Uomo delle stelle           | Giuseppe Tornatore                      | Italia               |
| Pasolini, un delito italiano       | Pasolini, un delitto italiano | Marco Tullio Giordana                   | Italia, Francia      |

#### Fuera de competición
Las películas siguientes fueron seleccionadas para ser exhibidas fuera de competición:
Largometrajes
| Título en español          | Título original            | Director(es)                        | País           |
| -------------------------- | -------------------------- | ----------------------------------- | -------------- |
| Más allá de las nubes      | Al di là delle nuvole      | Michelangelo Antonioni, Wim Wenders | Italia         |
| The Journey of August King | The Journey of August King | John Duigan                         | Estados Unidos |
| Poderosa Afrodita          | Mighty Aphrodite           | Woody Allen                         | Estados Unidos |
| Marea roja                 | Crimson Tide               | Tony Scott                          | Estados Unidos |

#### Notti Veneziane
Las siguientes películas fueron exhibidas en la edición de Notti Veneziane:
| Título en España    | Título original     | Director(es)       | País           |
| ------------------- | ------------------- | ------------------ | -------------- |
| Apolo 13            | Apolo 13            | Ron Howard         | Estados Unidos |
| Braveheart          | Braveheart          | Mel Gibson         | Estados Unidos |
| Caballos salvajes   | Caballos salvajes   | Marcelo Piñeyro    | Argentina      |
| Dolores Claiborne   | Dolores Claiborne   | Taylor Hackford    | Estados Unidos |
| El día de la bestia | El día de la bestia | Álex de la Iglesia | España         |
| Felpudo maldito     | Gazon maudit        | Josiane Balasko    | Francia        |
| I buchi neri        | I buchi neri        | Pappi Corsicato    | Italia         |
| Jade                | Jade                | William Friedkin   | Estados Unidos |
| Días extraños       | Strange Days        | Kathryn Bigelow    | Estados Unidos |
| Waterworld          | Waterworld          | Kevin Costner      | Reino Unido    |

#### Finestra sulle Immagini
Las siguientes películas fueron exhibidas en la edición de Finestra sulle Immagini:
Largometrajes
| Título en España                     | Título original                      | Director(es)                  | País           |
| ------------------------------------ | ------------------------------------ | ----------------------------- | -------------- |
| 16060                                | 16060                                | Vinicius Mainardi             | Brasil         |
| Carlota Joaquina, princesa de Brasil | Carlota Joaquina, princesa do Brasil | Carla Camurati                | Brasil         |
| En avoir (ou pas)                    | En avoir (ou pas)                    | Laetitia Masson               | Francia        |
| Guiltrip                             | Guiltrip                             | Gerard Stembridge             | Irlanda        |
| La línea paterna                     | La línea paterna                     | José Buil, Marisa Sistach     | México         |
| I racconti di Vittoria               | I racconti di Vittoria               | Antonietta De Lillo           | Italia         |
| Lo zio di Brooklyn                   | Lo zio di Brooklyn                   | Daniele Ciprì, Franco Maresco | Italia         |
| Mee Pok Man                          | Mee Pok Man                          | Eric Khoo                     | Singapur       |
| Moruroa, le grand secret             | Moruroa, le grand secret             | Michel Daeron                 | Francia        |
| Méfie-toi de l'eau qui dort          | Méfie-toi de l'eau qui dort          | Jacques Deschamps             | Francia        |
| Peculiarities of the National Hunt   | Osobennosti natsionalnoy okhoty      | Aleksandr Rogozhkin           | Rusia          |
| Stonewall                            | Stonewall                            | Nigel Finch                   | Reino Unido    |
| Wandering Peddles                    | Tabisuru pao-jiang-hu                | Mitsuo Yanagimachi            | Japón          |
| Maldita generación                   | The Doom Generation                  | Gregg Araki                   | Estados Unidos |
| Unzipped                             | Unzipped                             | Douglas Keeve                 | Estados Unidos |
| War Stories                          | War Stories                          | Gaylene Preston               | Estados Unidos |

Documentales sobre cine
| Título en España                   | Título original                    | Director(es)                  | País           |
| ---------------------------------- | ---------------------------------- | ----------------------------- | -------------- |
| Carl Th. Dreyer: Mi oficio         | Carl Th. Dreyer: Min metier        | Torben Skjødt Jensen          | Dinamarca      |
| L'univers de Jacques Demy          | L'univers de Jacques Demy          | Agnès Varda                   | Francia        |
| Orson Welles desconocido           | Orson Welles: The One-Man Band     | Vassili Silovic, Oja Kodar    | Alemania       |
| Sergey Eyzenshteyn. Avtobiografiya | Sergey Eyzenshteyn. Avtobiografiya | Oleg Kovalov                  | Rusia          |
| El celuloide oculto                | The Celluloid Closet               | Rob Epstein, Jeffrey Friedman | Estados Unidos |

Eventos especiales
| Título en España | Título original | Director(es)    | País        |
| ---------------- | --------------- | --------------- | ----------- |
| Flamenco         | Flamenco        | Carlos Saura    | España      |
| The Pillow Book  | The Pillow Book | Peter Greenaway | Reino Unido |

Mediometrajes
| Título original           | Director(es)                    | Duración | País   |
| ------------------------- | ------------------------------- | -------- | ------ |
| Ciro e i suoi fratelli    | Antonello Aglioti               | 55'      | Italia |
| Roma dodici novembre 1994 | Alfredo Angeli, Giorgio Arlorio | 33'      | Italia |
| I Am Curious, Film        | Stig Björkman                   | 53'      | Suecia |

Cortometrajes
| Título original                                                     | Director(es)                          | Duración | País               |
| ------------------------------------------------------------------- | ------------------------------------- | -------- | ------------------ |
| Alla mia Regina di cuori                                            | Arnaldo Catinari                      | 6'       | Italia             |
| Assolo                                                              | Marco Pozzi                           | 15'      | Italia             |
| Caballo loco                                                        | Mauro Losa                            | 8'       | Suecia             |
| Die Wespe                                                           | Simona Sabato, Petra Geist            | 3'       | Alemania           |
| Dypets Ensomhet                                                     | Thomas Lien, Joachim Solum            | 7'       | Noruega            |
| El abuelo Cheno y otras historias                                   | Juan Carlos Rulfo                     | 33'      | Argentina          |
| Golgotha                                                            | Vesna Ljubic                          | 28'      | Bosnia-Herzegovina |
| La terraza de Miguel                                                | Simona Benzakein                      | 10'      | España             |
| Les Enfants Modèles                                                 | Stephane Xhrouët                      | 10'      | Bélgica            |
| Marta Singapore                                                     | Barbara Melega                        | 7'       | Italia             |
| Mnka                                                                | Mohamed Camara                        | 26'      | Francia            |
| Quelqu'un                                                           | Marie Vermillard                      | 21'      | Francia            |
| Rocket Man                                                          | Suzie Halewood                        | 10'      | Reino Unido        |
| Submission                                                          | Benicio Del Toro                      | 15'      | Reino Unido        |
| The beat Manifiesto                                                 | Daniel Nettheim                       | 18'      | Australia          |
| The Imploding Self: A Journey Through the Life of Fergus McLafferty | Anna Reeves                           | 14'      | Nueva Zelanda      |
| The lake                                                            | Garry Lane                            | 9'       | Alemania           |
| Tou va mal                                                          | Marco Nicoletti                       | 12'      | Francia            |
| Un pedazo de noche                                                  | Roberto Rochín Naya                   | 30'      | México             |
| Luc et Marie                                                        | Philippe Boon, Laurent Brandenbourger | 28'      | Bélgica            |
| Reaper                                                              | Stephen Bradley                       | 7'       | Irlanda            |

Animación
| Título original                   | Director(es)     | País           |
| --------------------------------- | ---------------- | -------------- |
| Tales from the Far Side           | Marv Newland     | Canadá         |
| Flying Circus: An Imagined Memoir | Maureen Selwood  | Estados Unidos |
| Кот в сапогах                     | Garri Bardin     | Rusia          |
| Magnetism                         | Paul Vincent     | Australia      |
| Oddeur de ville                   | Georges Sifianos | Francia        |
| Pedro                             | Igor Leon        | Francia        |
| Small treasures                   | Sarah Watt       | Australia      |
| The Dirdy Birdy                   | John R. Dilworth | EE. UU.        |

### Secciones independientes

#### Corsia di sorpasso
Las películas siguientes fueron seleccionadas para la 9ª Semana Internacional de la Crítica del Festival de Cine de Venecia:
| Título original                | Director(es)        | País           |
| ------------------------------ | ------------------- | -------------- |
| Antártida                      | Manuel Huerga       | España         |
| Il verificatore                | Stefano Incerti     | Italia         |
| Francia                        | Pierre Boutron      | Francia        |
| I.D.                           | Philip Davis        | Alemania       |
| Geomeuna dange huina baekseong | Yong-Kyun Bae       | Corea del Sur  |
| Musulmanin                     | Vladimir Khotinenko | Rusia          |
| Palookaville                   | Alan Taylor         | Estados Unidos |
| Hechizo en la ruta maya        | Clare Peploe        | Estados Unidos |
| Devarim                        | Amos Gitai          | Israel         |

#### Panorama Italiano[9]
| Título original            | Director(es)              |
| -------------------------- | ------------------------- |
| Banditi                    | Stefano Mignucci          |
| Bidoni                     | Felice Farina             |
| Blue Line                  | Antonino Lakshen Sucameli |
| Io e il re                 | Lucio Gaudino             |
| La casa rosa               | Vanna Paoli               |
| L'uomo proiecttile         | Silvano Agosti            |
| Marcando nel buio          | Massimo Spano             |
| Palermo Milano solo andata | Claudio Fragasso          |
| Vrindavan Film Studios     | Lamberto Lambertini       |

## Premios

### Sección oficial-Venecia 52
Las siguientes películas fueron premiadas en el festival:
- León de Oro a la mejor película: Cyclo de Anh Hung Tran
- Premio especial del Jurado:  
  - La comedia de Dios de João César Monteiro
  - El hombre de las estrellas de Giuseppe Tornatore
- Premio Osella al mejor director: Kenneth Branagh por En lo más crudo del crudo invierno
- Copa Volpi al mejor actor: Götz George por El fabricante de la muerte
- Copa Volpi a la mejor actriz: Sandrine Bonnaire y Isabelle Huppert por La ceremonia
- Copa Volpi al mejor actor de repartoː Ian Hart por Nothing Personal
- Copa Volpi a la mejor actriz de repartoː Isabella Ferrari por Historia de un pobre hombre
- Premio Osella a la mejor fotografía: Masao Nakabori por Maborosi
- Premio Osella al mejor guion: Abolfazl Jalili por Det Yani Dokhtar
- León de Oro a la trayectoria: 
  - Woody Allen
  - Alain Resnais
  - Martin Scorsese
  - Ennio Morricone
  - Alberto Sordi
  - Monica Vitti
  - Goffredo Lombardo
  - Giuseppe De Santis
- Medalla de oro del Presidente del Senado italiano: Marco Tullio Giordana por Pasolini, un delito italiano

### Otros premios
Las siguientes películas fueron premiadas en otros premios de la edición: 
- Premio FIPRESCI: 
  - Cyclo de Anh Hung Tran
  - Más allá de las nubes de Michelangelo Antonioni y Wim Wenders
- Premio OCIC: Maborosi de Hirokazu Koreeda
- Premio CICT-IFTC: Small Wonders de Allan Miller
- Premio Pasinetti:
  - Mejor película: La comedia de Dios de João César Monteiro
  - Mejor actor: Sergio Castellitto por El hombre de las estrellas
  - Mejor actriz: Sandrine Bonnaire y Isabelle Huppert por La ceremonia
- Premio Pietro Bianchi: 
  - Giuseppe Rotunno
  - Luigi Magni
- Premio Elvira Notari: Márta Mészáros & Maia Morgenstern por Siódmy pokój
- Premio AIACA: Carlo Sigon por Ketchup